# Obermichelbach
Obermichelbach este o comună din landul Bavaria, Germania.